# Система управления огнём

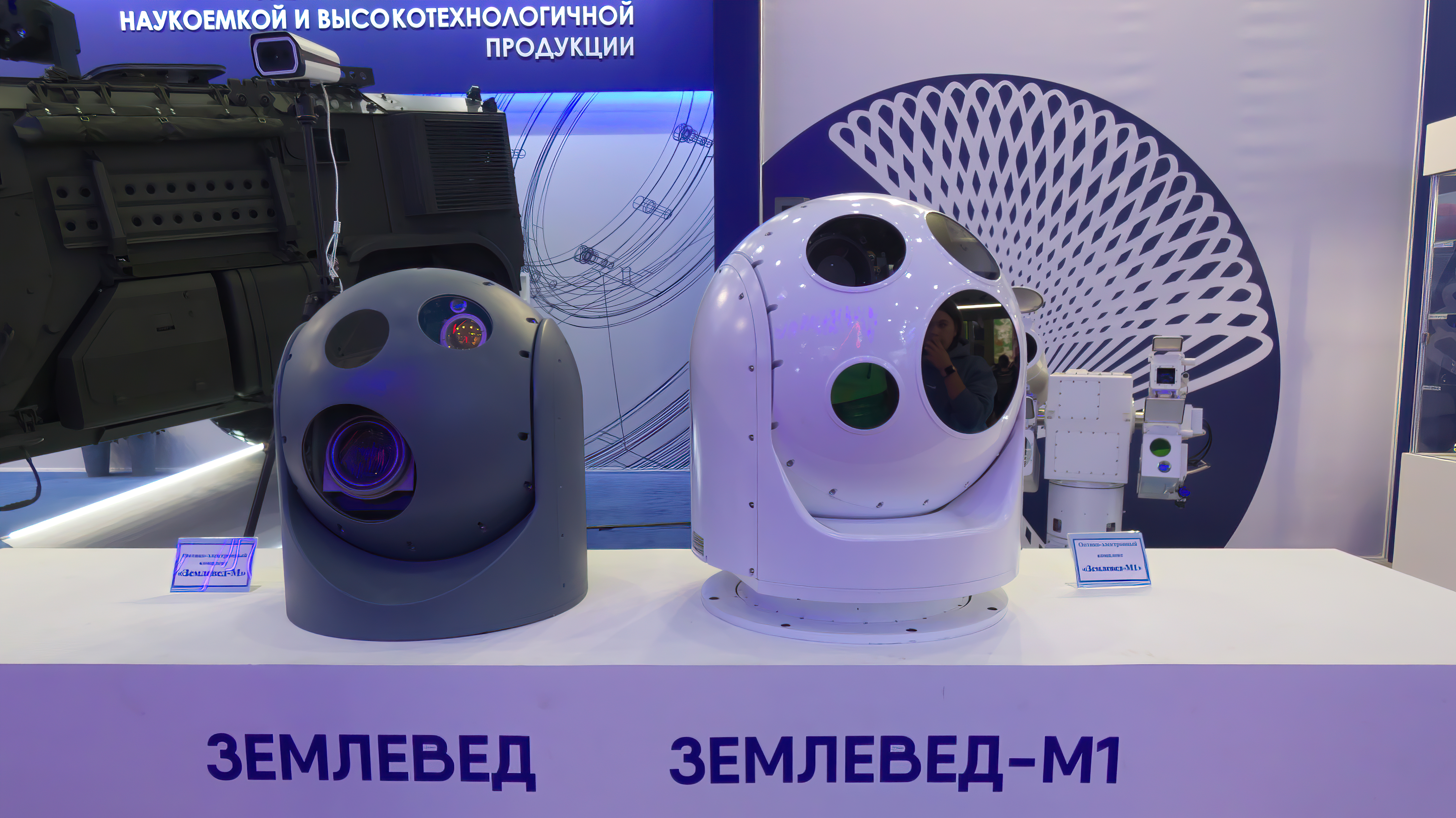
Оптико-электронные комплексы «Землевед» и «Землевед-М1»

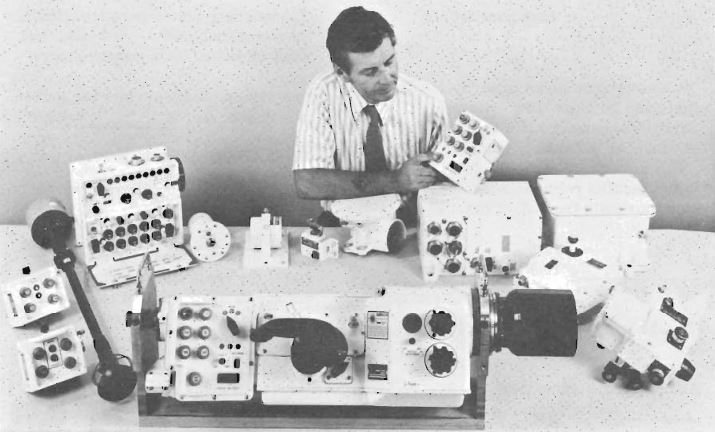
Аппаратура системы управления огнём основного танка M60A1 в руках инженера-конструктора в разобранном виде: командирская панель управления, лазерный дальномер, баллистический вычислитель и другие аналоговые вычислительные устройства

Система управления огнём (СУО, СУВ) — автоматизированная система, объединяющая комплекс датчиков и технических средств вооружения и военной техники. 
СУО обеспечивает поиск, обнаружение и опознавание целей, и подготовку вооружений к стрельбе, их наведение и решение задачи поражения цели огнём основного и вспомогательного вооружения боевой машины (корабля, самолёта). 
Системы управления огнём применяются на военных кораблях, подводных лодках, самолётах, танках, самоходных артиллерийских установках, комплексах ПВО и так далее. В качестве датчиков часто используются сонары, радары, инфракрасные обнаружители, лазерные дальномеры, анемометры, флюгеры, термометры. В состав СУО также включаются прицелы. Среди исполнительных устройств можно указать стабилизатор вооружения, системы программирования и наведения управляемого вооружения.

## История

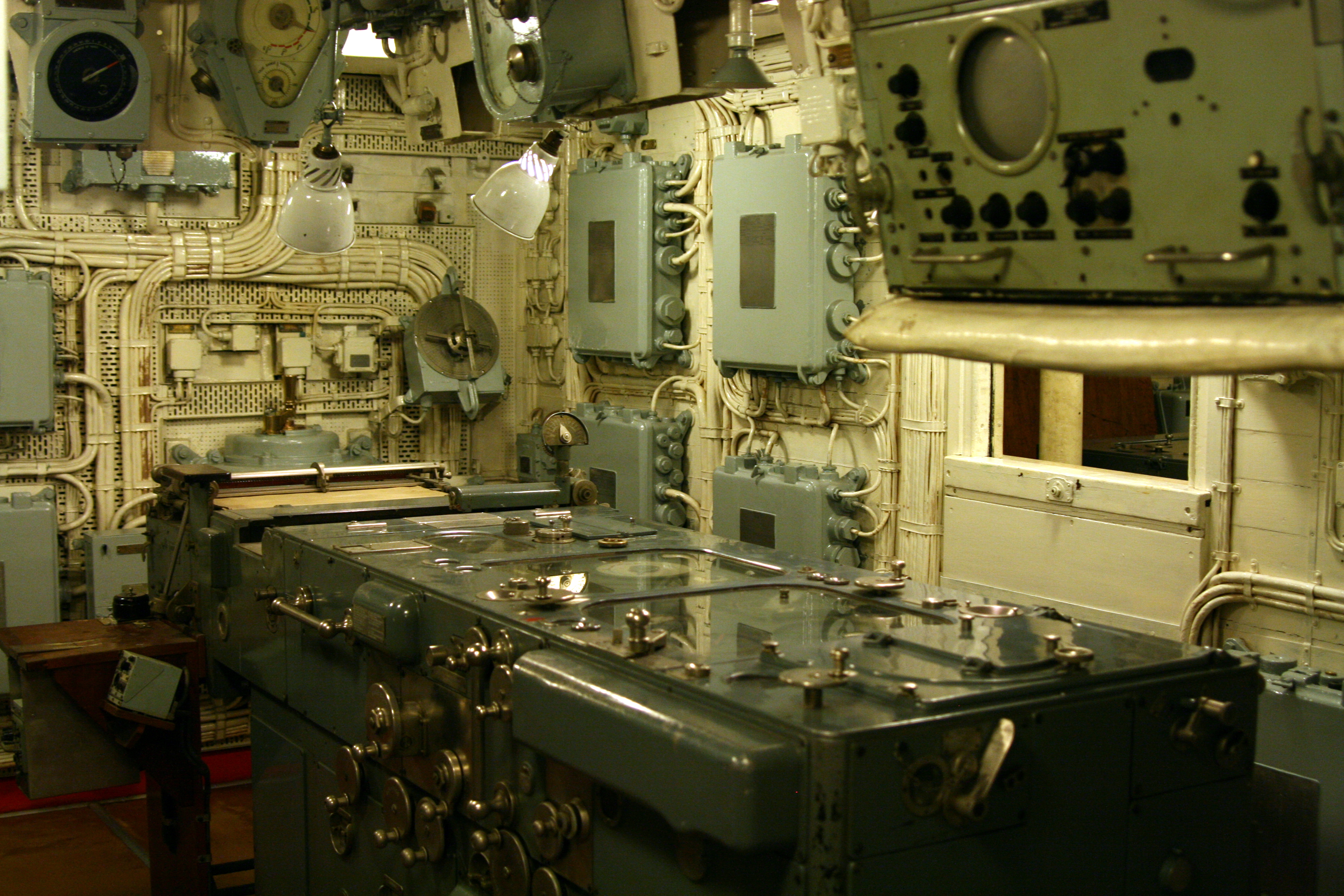
Электромеханическая система управления огнем крейсера «Белфаст» времён Второй мировой войны

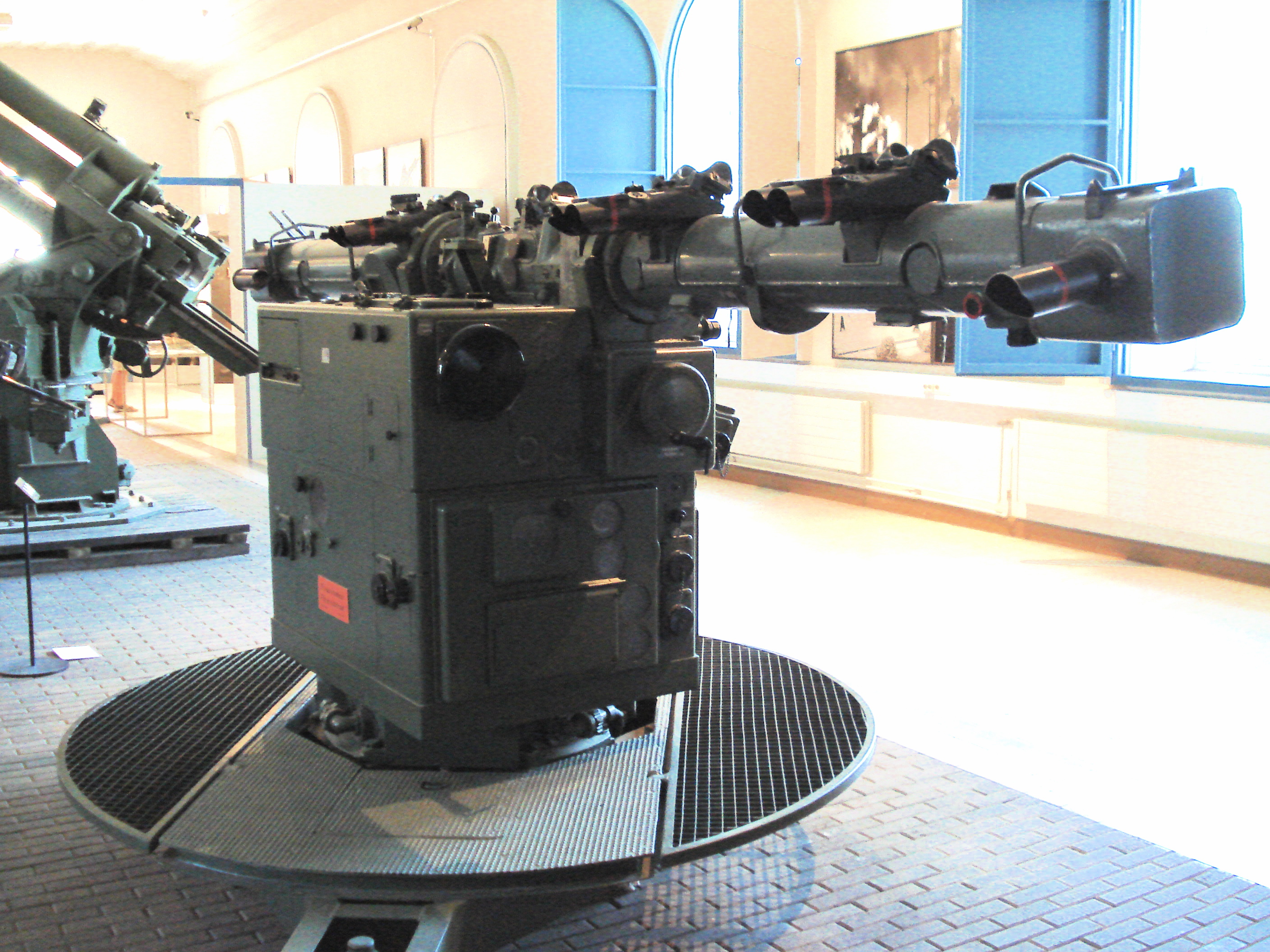
Kommandogerät 40 в составе оптического стерео-дальномера и механического аналогового счётно-решающего устройства определения исходных данных стрельбы,
Manege Military Museum, Хельсинки (Финляндия)

## Морские
Впервые автоматизированные системы управления огнем появились на флоте, так как при стрельбе корабельной артиллерии, в отличие от сухопутной артиллерии, положение своего корабля и цели непрерывно меняются, и для точного прицеливания необходимо рассчитывать упреждение. Вначале это осуществлял артиллерийский офицер корабля с использованием специальных таблиц, но уже перед Первой мировой войной в Великобритании этот процесс был автоматизирован. Курс и скорость корабля противника вычислял автоматически прибор Дюмареска, результаты этих расчетов автоматически передавались на «столик Дрейера» (сложное электромеханическое устройство), который получал данные о собственном курсе и скорости корабля, выстраивал модель движения кораблей и рассчитывал величину изменения расстояния и пеленга, после чего в орудийные башни передавались указания о высоте прицела и целике (горизонтальной наводке).
Современная система управления вооружением корабля включает в себя радиолокационные, акустические, оптико-электронные, лазерные и другие системы наведения, средства автоматизации управления ракетно-артиллерийским и минно-торпедным вооружением, средствами противолодочной, противовоздушной и противоракетной обороны. Может быть как самостоятельной функциональной единицей, так и включённой в качестве подсистемы в более комплексные и многосоставные надсистемы управления боевыми средствами.

## Наземные
MRSI
Некоторые системы управления артиллерийским огнем обеспечивают режим стрельбы Multiple Round Simultaneous Impact (MRSI). Режим MRSI позволяет атаковать цель несколькими снарядами (от трёх до пяти снарядов) таким образом, что все они достигают цели одновременно. Эффект достигается за счёт автоматического изменения возвышения с предварительным подбором вышибных зарядов. Представляет собой развитие метода ведения огня Time on target.
- Прибор управления артиллерийским огнём
- Прибор управления зенитным огнём
- Машина управления огнём артиллерии
- АСУНО — автоматизированная система управления наведением и огнём (напр., у РСЗО «Торнадо»)
- РЛС контрбатарейной борьбы

## Авиационные
СУО — система управления оружием (как вариант: СУРО — система управления ракетным оружием, система управления бортовым вооружением, СУВО — система управления вооружением и обороной самолёта), или СУВ — система управления вооружением летательного аппарата представляет собой бортовую комплексную систему авиационного вооружения, которая служит для непосредственного управления ракетно-бомбовым и (или) стрелково-пушечным вооружением, а также для сопряжения различных бортовых систем и устройств в части, касательной применения (в том числе автоматического применения) вооружения. На различных типах авиационной техники может представлять собой от простейшей, состоящей из пары пультов в кабине и пары распределительно-коммутационных блоков в грузоотсеке, до сложной электронно-вычислительной системы под управлением собственной БЦВМ.
- БЦВМ
- БРЭО